# ABA Playoffs 1969
Gli ABA Playoffs 1969 si conclusero con la vittoria degli Oakland Oaks, campioni della Western Division (Playoff), che sconfissero i campioni della Eastern Division (Playoff) gli Indiana Pacers.

## Squadre qualificate

### Eastern Division
1. Indiana Pacers
2. Miami Floridians
3. Kentucky Colonels
4. Minnesota Pipers

### Western Division
1. Oakland Oaks
2. N.O. Buccaneers
3. Denver Rockets
4. Dallas Chaparrals

## Tabellone
|  | Semifinali di Division | Semifinali di Division | Semifinali di Division |                  |                | Finali di Division | Finali di Division | Finali di Division |  |  | ABA Finals | ABA Finals | ABA Finals |  |
|  |                        |                        |                        |                  |                |                    |                    |                    |  |  |            |            |            |  |
|  | 1                      | Oakland Oaks *         | 4                      |                  |                |                    |                    |                    |  |  |            |            |            |  |
|  | 1                      | Oakland Oaks *         | 4                      |                  |                |                    |                    |                    |  |  |            |            |            |  |
|  | 3                      | Denver Rockets         | 3                      |                  |                |                    |                    |                    |  |  |            |            |            |  |
|  | 3                      | Denver Rockets         | 3                      |                  | 1              | Oakland Oaks *     | 4                  |                    |  |  |            |            |            |  |
|  |                        |                        |                        |                  | 1              | Oakland Oaks *     | 4                  |                    |  |  |            |            |            |  |
|  |                        |                        | 2                      | N.O. Buccaneers  | 0              |                    |                    |                    |  |  |            |            |            |  |
|  | 4                      | Dallas Chaparrals      | 2                      | N.O. Buccaneers  | 0              | 3                  |                    |                    |  |  |            |            |            |  |
|  | 4                      | Dallas Chaparrals      |                        |                  |                |                    |                    |                    |  |  |            |            |            |  |
|  | 2                      | N.O. Buccaneers        | 4                      |                  |                |                    |                    |                    |  |  |            |            |            |  |
|  | 2                      | N.O. Buccaneers        | 4                      |                  | Oakland Oaks * | Oakland Oaks *     | 4                  |                    |  |  |            |            |            |  |
|  |                        |                        |                        |                  |                |                    |                    |                    |  |  |            |            |            |  |
|  |                        |                        | Indiana Pacers *       | Indiana Pacers * | 1              |                    |                    |                    |  |  |            |            |            |  |
|  | 1                      | Indiana Pacers *       | Indiana Pacers *       | Indiana Pacers * | 1              | 4                  |                    |                    |  |  |            |            |            |  |
|  | 1                      | Indiana Pacers *       |                        |                  |                |                    |                    |                    |  |  |            |            |            |  |
|  | 3                      | Kentucky Colonels      | 3                      |                  |                |                    |                    |                    |  |  |            |            |            |  |
|  | 3                      | Kentucky Colonels      | 3                      |                  | 1              | Indiana Pacers *   | 4                  |                    |  |  |            |            |            |  |
|  |                        |                        |                        |                  | 1              | Indiana Pacers *   | 4                  |                    |  |  |            |            |            |  |
|  |                        |                        | 2                      | Miami Floridians | 1              |                    |                    |                    |  |  |            |            |            |  |
|  | 4                      | Minnesota Pipers       | 2                      | Miami Floridians | 1              | 3                  |                    |                    |  |  |            |            |            |  |
|  | 4                      | Minnesota Pipers       |                        |                  |                |                    |                    |                    |  |  |            |            |            |  |
|  | 2                      | Miami Floridians       | 4                      |                  |                |                    |                    |                    |  |  |            |            |            |  |

Legenda
- * Vincitore Division
- "Grassetto" Vincitore serie
- "Corsivo" Squadra con fattore campo

## Eastern Division

### Semifinali

#### (1) Indiana Pacers - (3) Kentucky Colonels
RISULTATO FINALE: 4-3
| Indianapolis 8 aprile 1969 Gara 1                                                                  | Indiana Pacers | 118 – 128 (25-30, 32-22, 30-38, 31-38) referto | Kentucky Colonels | Indiana State Fair Coliseum (6.319 spett.) |
| R. Brown 38 Punti D. Carrier 40 B. Hooper 6 Assist L. Dampier 3 M. Daniels 16 Rimbalzi G. Moore 21 |                |                                                |                   |                                            |
| |                |                                                |                   |                                            |
| R. Brown 38                                                                                        | Punti          | D. Carrier 40                                  |                   |                                            |
| B. Hooper 6                                                                                        | Assist         | L. Dampier 3                                   |                   |                                            |
| M. Daniels 16                                                                                      | Rimbalzi       | G. Moore 21                                    |                   |                                            |

| Indianapolis 9 aprile 1969 Gara 2                                                                   | Indiana Pacers | 120 – 115 (29-29, 30-24, 28-23, 33-39) referto | Kentucky Colonels | Indiana State Fair Coliseum (6.789 spett.) |
| R. Brown 35 Punti L. Dampier 31 F. Lewis 5 Assist L. Dampier 4 B. Netolicky 12 Rimbalzi G. Moore 13 |                |                                                |                   |                                            |
| |                |                                                |                   |                                            |
| R. Brown 35                                                                                         | Punti          | L. Dampier 31                                  |                   |                                            |
| F. Lewis 5                                                                                          | Assist         | L. Dampier 4                                   |                   |                                            |
| B. Netolicky 12                                                                                     | Rimbalzi       | G. Moore 13                                    |                   |                                            |

| Louisville 10 aprile 1969 Gara 3                                                                   | Kentucky Colonels | 130 – 111 (34-27, 30-25, 33-29, 33-30) referto | Indiana Pacers | Louisville Convention Center (4.235 spett.) |
| D. Carrier 34 Punti M. Daniels 23 L. Dampier 10 Assist R. Brown 6 G. Moore 18 Rimbalzi R. Brown 15 |                   |                                                |                |                                             |
| |                   |                                                |                |                                             |
| D. Carrier 34                                                                                      | Punti             | M. Daniels 23                                  |                |                                             |
| L. Dampier 10                                                                                      | Assist            | R. Brown 6                                     |                |                                             |
| G. Moore 18                                                                                        | Rimbalzi          | R. Brown 15                                    |                |                                             |

| Louisville 13 aprile 1969 Gara 4                                                                               | Kentucky Colonels | 105 – 104 (d.1t.s.) (23-27, 21-21, 24-22, 26-24) (11-10) referto | Indiana Pacers | Louisville Convention Center (3.079 spett.) |
| D. Carrier 24 Punti F. Lewis 26 D. Carrier , L. Dampier 6 Assist F. Lewis 5 G. Ligon 19 Rimbalzi M. Daniels 19 |                   |                                                                  |                |                                             |
| |                   |                                                                  |                |                                             |
| D. Carrier 24                                                                                                  | Punti             | F. Lewis 26                                                      |                |                                             |
| D. Carrier, L. Dampier 6                                                                                       | Assist            | F. Lewis 5                                                       |                |                                             |
| G. Ligon 19 | Rimbalzi          | M. Daniels 19                                                    |                |                                             |

| Indianapolis 14 aprile 1969 Gara 5                                                                    | Indiana Pacers | 116 – 97 (26-19, 26-27, 28-32, 36-19) referto | Kentucky Colonels | Indiana State Fair Coliseum (5.612 spett.) |
| B. Netolicky 35 Punti D. Carrier 21 F. Lewis 8 Assist D. Carrier 3 M. Daniels 24 Rimbalzi G. Ligon 15 |                |                                               |                   |                                            |
| |                |                                               |                   |                                            |
| B. Netolicky 35                                                                                       | Punti          | D. Carrier 21                                 |                   |                                            |
| F. Lewis 8                                                                                            | Assist         | D. Carrier 3                                  |                   |                                            |
| M. Daniels 24                                                                                         | Rimbalzi       | G. Ligon 15                                   |                   |                                            |

| Louisville 15 aprile 1969 Gara 6 | Kentucky Colonels | 89 – 107 (26-32, 22-27, 24-28, 17-20) referto | Indiana Pacers | Louisville Convention Center (4.633 spett.) |
| L. Dampier 27 Punti R. Brown 25 L. Dampier , B. Rascoe , G. Ligon , J. Caldwell 2 Assist F. Lewis , T. Thacker 5 G. Moore 22 Rimbalzi B. Netolicky 15 |                   |                                               |                |                                             |
| |                   |                                               |                |                                             |
| L. Dampier 27 | Punti             | R. Brown 25                                   |                |                                             |
| L. Dampier, B. Rascoe, G. Ligon, J. Caldwell 2 | Assist            | F. Lewis, T. Thacker 5                        |                |                                             |
| G. Moore 22 | Rimbalzi          | B. Netolicky 15                               |                |                                             |

| Indianapolis 17 aprile 1969 Gara 7                                                                                            | Indiana Pacers | 120 – 111 (32-32, 27-25, 35-27, 26-27) referto | Kentucky Colonels | Indiana State Fair Coliseum (11.005 spett.) |
| B. Netolicky 32 Punti L. Dampier 26 R. Brown , F. Lewis 3 Assist G. Ligon , D. Carrier 3 B. Netolicky 16 Rimbalzi G. Moore 12 |                |                                                |                   |                                             |
| |                |                                                |                   |                                             |
| B. Netolicky 32 | Punti          | L. Dampier 26                                  |                   |                                             |
| R. Brown, F. Lewis 3 | Assist         | G. Ligon, D. Carrier 3                         |                   |                                             |
| B. Netolicky 16 | Rimbalzi       | G. Moore 12                                    |                   |                                             |

PRECEDENTI IN REGULAR SEASON
| Regular Season 1968-69 | Indiana Pacers | 4 – 6 | Kentucky Colonels | Referto 1 - Referto 2 - Referto 3 - Referto 4, Referto 5 - Referto 6, Referto 7 - Referto 8 - Referto 9 - Referto 10 |
| Indiana Pacers 108 Kentucky Colonels 122 Kentucky Colonels 112 Kentucky Colonels 107 Indiana Pacers 114 Indiana Pacers 110 Kentucky Colonels 109 Indiana Pacers 141 Indiana Pacers 108 Kentucky Colonels 132 Punti 112 Kentucky Colonels 119 Indiana Pacers 110 Indiana Pacers 115 Indiana Pacers 97 Kentucky Colonels 93 Kentucky Colonels 97 Indiana Pacers 129 Kentucky Colonels 118 Kentucky Colonels 127 Indiana Pacers |                | |                   | |
| |                | |                   | |
| Indiana Pacers 108 Kentucky Colonels 122 Kentucky Colonels 112 Kentucky Colonels 107 Indiana Pacers 114 Indiana Pacers 110 Kentucky Colonels 109 Indiana Pacers 141 Indiana Pacers 108 Kentucky Colonels 132 | Punti          | 112 Kentucky Colonels 119 Indiana Pacers 110 Indiana Pacers 115 Indiana Pacers 97 Kentucky Colonels 93 Kentucky Colonels 97 Indiana Pacers 129 Kentucky Colonels 118 Kentucky Colonels 127 Indiana Pacers |                   | |

PRECEDENTI NEI PLAYOFF

Si è trattata della prima sfida tra le due squadre ai playoff.

#### (2) Miami Floridians - (4) Minnesota Pipers
RISULTATO FINALE: 4-3
| Miami Beach 7 aprile 1969 Gara 1   | Miami Floridians | 119 – 110 (30-23, 22-22, 36-28, 31-37) referto | Minnesota Pipers | Miami Beach Convention Center (4.103 spett.) |
| D. Freeman 33 Punti S. Vacendak 28 |                  |                                                |                  |                                              |
|                                    |                  |                                                |                  |                                              |
| D. Freeman 33                      | Punti            | S. Vacendak 28                                 |                  |                                              |

| West Palm Beach 9 aprile 1969 Gara 2 | Miami Floridians | 99 – 106 (24-21, 16-31, 31-25, 28-29) referto | Minnesota Pipers | West Palm Beach Auditorium (1.688 spett.) |
| D. Freeman 21 Punti C. Hawkins 26    |                  |                                               |                  |                                           |
|                                      |                  |                                               |                  |                                           |
| D. Freeman 21                        | Punti            | C. Hawkins 26                                 |                  |                                           |

| Bloomington 10 aprile 1969 Gara 3  | Minnesota Pipers | 109 – 93 (30-20, 30-22, 15-28, 34-23) referto | Miami Floridians | Metropolitan Sports Center (1.520 spett.) |
| S. Vacendak 23 Punti D. Freeman 20 |                  |                                               |                  |                                           |
|                                    |                  |                                               |                  |                                           |
| S. Vacendak 23                     | Punti            | D. Freeman 20                                 |                  |                                           |

| Bloomington 12 aprile 1969 Gara 4 | Minnesota Pipers | 109 – 116 (28-29, 27-26, 27-33, 27-28) referto | Miami Floridians | Metropolitan Sports Center (2.532 spett.) |
| C. Hawkins 28 Punti W. Murrell 27 |                  |                                                |                  |                                           |
|                                   |                  |                                                |                  |                                           |
| C. Hawkins 28                     | Punti            | W. Murrell 27                                  |                  |                                           |

| Miami Beach 13 aprile 1969 Gara 5 | Miami Floridians | 122 – 107 (32-26, 29-20, 33-40, 28-21) referto | Minnesota Pipers | Miami Beach Convention Center (4.206 spett.) |
| W. Murrell 29 Punti C. Hawkins 24 |                  |                                                |                  |                                              |
|                                   |                  |                                                |                  |                                              |
| W. Murrell 29                     | Punti            | C. Hawkins 24                                  |                  |                                              |

| Bloomington 15 aprile 1969 Gara 6 | Minnesota Pipers | 105 – 100 (30-22, 30-25, 17-25, 28-28) referto | Miami Floridians | Metropolitan Sports Center (1.345 spett.) |
| C. Hawkins 33 Punti S. Thoren 19  |                  |                                                |                  |                                           |
|                                   |                  |                                                |                  |                                           |
| C. Hawkins 33                     | Punti            | S. Thoren 19                                   |                  |                                           |

| Miami Beach 19 aprile 1969 Gara 7  | Miami Floridians | 137 – 128 (29-26, 35-19, 40-44, 33-39) referto | Minnesota Pipers | Miami Beach Convention Center (5.072 spett.) |
| D. Freeman 32 Punti C. Williams 31 |                  |                                                |                  |                                              |
|                                    |                  |                                                |                  |                                              |
| D. Freeman 32                      | Punti            | C. Williams 31                                 |                  |                                              |

PRECEDENTI IN REGULAR SEASON
| Regular Season 1968-69 | Miami Floridians | 5 – 5 | Minnesota Pipers | Referto 1 - Referto 2 - Referto 3 - Referto 4, Referto 5 - Referto 6, Referto 7 - Referto 8 - Referto 9 - Referto 10 |
| Minnesota Pipers 126 Minnesota Pipers 116 Miami Floridians 107 Minnesota Pipers 112 Miami Floridians 103 Miami Floridians 124 Minnesota Pipers 97 Miami Floridians 131 Minnesota Pipers 132 Miami Floridians 126 Punti 94 Miami Floridians 108 Miami Floridians 120 Minnesota Pipers 105 Miami Floridians 99 Minnesota Pipers 128 Minnesota Pipers 100 Miami Floridians 126 Minnesota Pipers 136 Miami Floridians (1 t.s.) 118 Minnesota Pipers |                  | |                  | |
| |                  | |                  | |
| Minnesota Pipers 126 Minnesota Pipers 116 Miami Floridians 107 Minnesota Pipers 112 Miami Floridians 103 Miami Floridians 124 Minnesota Pipers 97 Miami Floridians 131 Minnesota Pipers 132 Miami Floridians 126 | Punti            | 94 Miami Floridians 108 Miami Floridians 120 Minnesota Pipers 105 Miami Floridians 99 Minnesota Pipers 128 Minnesota Pipers 100 Miami Floridians 126 Minnesota Pipers 136 Miami Floridians (1 t.s.) 118 Minnesota Pipers |                  | |

PRECEDENTI NEI PLAYOFF
|  | Miami Floridians | 0 – 1 | Minnesota Pipers (1968) |  |

### Finale

#### (1) Indiana Pacers - (2) Miami Floridians
RISULTATO FINALE: 4-1
| Anderson 20 aprile 1969 Gara 1                                                                                                  | Indiana Pacers | 126 – 110 (28-18, 32-24, 38-22, 28-46) referto | Miami Floridians | Anderson High School Wigwam (8.721 spett.) |
| M. Daniels 32 Punti D. Sidle 28 T. Thacker 10 Assist M. McHartley , L. Hunter , G. Keller 4 M. Daniels 14 Rimbalzi L. Hunter 20 |                |                                                |                  |                                            |
| |                |                                                |                  |                                            |
| M. Daniels 32 | Punti          | D. Sidle 28                                    |                  |                                            |
| T. Thacker 10 | Assist         | M. McHartley, L. Hunter, G. Keller 4           |                  |                                            |
| M. Daniels 14 | Rimbalzi       | L. Hunter 20                                   |                  |                                            |

| Anderson 22 aprile 1969 Gara 2                                                                                        | Indiana Pacers | 131 – 116 (22-29, 34-27, 38-25, 37-35) referto | Miami Floridians | Anderson High School Wigwam (7.243 spett.) |
| R. Brown 33 Punti M. McHartley , D. Freeman 22 F. Lewis 7 Assist M. McHartley 6 B. Netolicky 19 Rimbalzi L. Hunter 13 |                |                                                |                  |                                            |
| |                |                                                |                  |                                            |
| R. Brown 33 | Punti          | M. McHartley, D. Freeman 22                    |                  |                                            |
| F. Lewis 7 | Assist         | M. McHartley 6                                 |                  |                                            |
| B. Netolicky 19 | Rimbalzi       | L. Hunter 13                                   |                  |                                            |

| Miami Beach 23 aprile 1969 Gara 3                                                                    | Miami Floridians | 105 – 119 (27-37, 25-27, 31-28, 22-27) referto | Indiana Pacers | Miami Beach Convention Center (2.112 spett.) |
| D. Freeman 23 Punti F. Lewis 33 W. Murrell 5 Assist T. Thacker 11 S. Thoren 15 Rimbalzi M. Daniels 9 |                  |                                                |                |                                              |
| |                  |                                                |                |                                              |
| D. Freeman 23                                                                                        | Punti            | F. Lewis 33                                    |                |                                              |
| W. Murrell 5                                                                                         | Assist           | T. Thacker 11                                  |                |                                              |
| S. Thoren 15                                                                                         | Rimbalzi         | M. Daniels 9                                   |                |                                              |

| Miami Beach 25 aprile 1969 Gara 4                                                                                               | Miami Floridians | 114 – 110 (24-33, 26-22, 34-27, 30-28) referto | Indiana Pacers | Miami Beach Convention Center (2.846 spett.) |
| D. Sidle 27 Punti R. Brown 44 M. McHartley 9 Assist T. Thacker 10 D. Sidle , S. Thoren 10 Rimbalzi M. Daniels , B. Netolicky 12 |                  |                                                |                |                                              |
| |                  |                                                |                |                                              |
| D. Sidle 27 | Punti            | R. Brown 44                                    |                |                                              |
| M. McHartley 9 | Assist           | T. Thacker 10                                  |                |                                              |
| D. Sidle, S. Thoren 10 | Rimbalzi         | M. Daniels, B. Netolicky 12                    |                |                                              |

| Indianapolis 26 aprile 1969 Gara 5                                                                      | Indiana Pacers | 127 – 105 (28-20, 32-32, 34-29, 33-24) referto | Miami Floridians | Indiana State Fair Coliseum (3.528 spett.) |
| F. Lewis 35 Punti D. Freeman 26 T. Thacker 8 Assist M. McHartley 4 B. Netolicky 10 Rimbalzi D. Sidle 13 |                |                                                |                  |                                            |
| |                |                                                |                  |                                            |
| F. Lewis 35                                                                                             | Punti          | D. Freeman 26                                  |                  |                                            |
| T. Thacker 8                                                                                            | Assist         | M. McHartley 4                                 |                  |                                            |
| B. Netolicky 10                                                                                         | Rimbalzi       | D. Sidle 13                                    |                  |                                            |

PRECEDENTI IN REGULAR SEASON
| Regular Season 1968-69 | Indiana Pacers | 5 – 5 | Miami Floridians | Referto 1 - Referto 2 - Referto 3 - Referto 4, Referto 5 - Referto 6, Referto 7 - Referto 8 - Referto 9 - Referto 10 |
| Miami Floridians 126 (2 t.s.) Miami Floridians 126 Miami Floridians 109 Indiana Pacers 117 (1 t.s.) Indiana Pacers 122 Miami Floridians 118 Indiana Pacers 140 Miami Floridians 130 Indiana Pacers 128 Indiana Pacers 128 Punti 107 Indiana Pacers 121 Indiana Pacers 104 Indiana Pacers 100 Miami Floridians 118 Miami Floridians 109 Indiana Pacers 117 Miami Floridians 113 Indiana Pacers 123 Miami Floridians 123 Miami Floridians |                | |                  | |
| |                | |                  | |
| Miami Floridians 126 (2 t.s.) Miami Floridians 126 Miami Floridians 109 Indiana Pacers 117 (1 t.s.) Indiana Pacers 122 Miami Floridians 118 Indiana Pacers 140 Miami Floridians 130 Indiana Pacers 128 Indiana Pacers 128 | Punti          | 107 Indiana Pacers 121 Indiana Pacers 104 Indiana Pacers 100 Miami Floridians 118 Miami Floridians 109 Indiana Pacers 117 Miami Floridians 113 Indiana Pacers 123 Miami Floridians 123 Miami Floridians |                  | |

PRECEDENTI NEI PLAYOFF

Si è trattata della prima sfida tra le due squadre ai playoff.

## Western Division

### Semifinali

#### (1) Oakland Oaks - (3) Denver Rockets
RISULTATO FINALE: 4-3
| Oakland 5 aprile 1969 Gara 1 | Oakland Oaks | 129 – 99 (30-22, 36-35, 30-21, 33-21) referto | Denver Rockets | Oakland-Alameda County Coliseum Arena (2.358 spett.) |
| W. Jabali 28 Punti W. Hightower 23 W. Jabali , D. Moe , R. Critchfield 4 Assist B. Beck , L. Jones 4 I. Harge 17 Rimbalzi K. Wilburn 12 |              |                                               |                |                                                      |
| |              |                                               |                |                                                      |
| W. Jabali 28 | Punti        | W. Hightower 23                               |                |                                                      |
| W. Jabali, D. Moe, R. Critchfield 4 | Assist       | B. Beck, L. Jones 4                           |                |                                                      |
| I. Harge 17 | Rimbalzi     | K. Wilburn 12                                 |                |                                                      |

| Oakland 6 aprile 1969 Gara 2                                                                              | Oakland Oaks | 119 – 122 (26-31, 32-24, 22-41, 39-26) referto | Denver Rockets | Oakland-Alameda County Coliseum Arena (1.580 spett.) |
| W. Jabali 33 Punti L. Jones 31 L. Brown , H. Logan 5 Assist J. Congdon 10 I. Harge 15 Rimbalzi B. Beck 17 |              |                                                |                |                                                      |
| |              |                                                |                |                                                      |
| W. Jabali 33                                                                                              | Punti        | L. Jones 31                                    |                |                                                      |
| L. Brown, H. Logan 5                                                                                      | Assist       | J. Congdon 10                                  |                |                                                      |
| I. Harge 15                                                                                               | Rimbalzi     | B. Beck 17                                     |                |                                                      |

| Denver 8 aprile 1969 Gara 3                                                                                    | Denver Rockets | 99 – 121 (31-33, 16-38, 28-22, 24-28) referto | Oakland Oaks | Denver Auditorium Arena (5.062 spett.) |
| L. Jones 28 Punti W. Jabali 42 J. Congdon 5 Assist L. Brown 4 L. Jones , W. Piatkowski 8 Rimbalzi W. Jabali 15 |                |                                               |              |                                        |
| |                |                                               |              |                                        |
| L. Jones 28 | Punti          | W. Jabali 42                                  |              |                                        |
| J. Congdon 5                                                                                                   | Assist         | L. Brown 4                                    |              |                                        |
| L. Jones, W. Piatkowski 8                                                                                      | Rimbalzi       | W. Jabali 15                                  |              |                                        |

| Denver 10 aprile 1969 Gara 4                                                                     | Denver Rockets | 109 – 108 (22-26, 30-28, 34-23, 23-31) referto | Oakland Oaks | Denver Auditorium Arena (5.431 spett.) |
| L. Wright 23 Punti W. Jabali 24 L. Jones 8 Assist L. Brown 6 J. Hammond 10 Rimbalzi G. Bradds 16 |                |                                                |              |                                        |
|                                                                                                  |                |                                                |              |                                        |
| L. Wright 23                                                                                     | Punti          | W. Jabali 24                                   |              |                                        |
| L. Jones 8                                                                                       | Assist         | L. Brown 6                                     |              |                                        |
| J. Hammond 10                                                                                    | Rimbalzi       | G. Bradds 16                                   |              |                                        |

| Oakland 12 aprile 1969 Gara 5                                                                                   | Oakland Oaks | 128 – 108 (34-25, 33-26, 34-31, 27-36) referto | Denver Rockets | Oakland-Alameda County Coliseum Arena (3.156 spett.) |
| W. Jabali 34 Punti B. Beck 21 D. Moe , L. Brown , H. Logan 3 Assist L. Jones 5 W. Jabali 14 Rimbalzi B. Beck 14 |              |                                                |                |                                                      |
| |              |                                                |                |                                                      |
| W. Jabali 34 | Punti        | B. Beck 21                                     |                |                                                      |
| D. Moe, L. Brown, H. Logan 3                                                                                    | Assist       | L. Jones 5                                     |                |                                                      |
| W. Jabali 14 | Rimbalzi     | B. Beck 14                                     |                |                                                      |

| Denver 13 aprile 1969 Gara 6 | Denver Rockets | 126 – 115 (32-16, 35-32, 30-31, 29-36) referto | Oakland Oaks | Denver Auditorium Arena (6.841 spett.) |
| L. Jones 33 Punti W. Jabali 20 L. Jones , W. Hightower , J. Congdon 4 Assist L. Brown 5 L. Jones , L. Wright 11 Rimbalzi I. Harge 12 |                |                                                |              |                                        |
| |                |                                                |              |                                        |
| L. Jones 33 | Punti          | W. Jabali 20                                   |              |                                        |
| L. Jones, W. Hightower, J. Congdon 4                                                                                                 | Assist         | L. Brown 5                                     |              |                                        |
| L. Jones, L. Wright 11 | Rimbalzi       | I. Harge 12                                    |              |                                        |

| Oakland 16 aprile 1969 Gara 7                                                                       | Oakland Oaks | 115 – 102 (35-27, 24-29, 20-19, 36-27) referto | Denver Rockets | Oakland-Alameda County Coliseum Arena (5.123 spett.) |
| D. Moe 28 Punti W. Hightower 23 L. Brown 6 Assist J. Congdon 9 I. Harge 16 Rimbalzi W. Hightower 14 |              |                                                |                |                                                      |
| |              |                                                |                |                                                      |
| D. Moe 28                                                                                           | Punti        | W. Hightower 23                                |                |                                                      |
| L. Brown 6                                                                                          | Assist       | J. Congdon 9                                   |                |                                                      |
| I. Harge 16                                                                                         | Rimbalzi     | W. Hightower 14                                |                |                                                      |

PRECEDENTI IN REGULAR SEASON
| Regular Season 1968-69 | Oakland Oaks | 6 – 3 | Denver Rockets | Referto 1 - Referto 2 - Referto 3 - Referto 4, Referto 5 - Referto 6, Referto 7 - Referto 8 - Referto 9 |
| Oakland Oaks 120 Denver Rockets 134 Denver Rockets 114 Oakland Oaks 136 Oakland Oaks 108 Oakland Oaks 124 Oakland Oaks 105 Denver Rockets 116 Denver Rockets 131 Punti 106 Denver Rockets 127 Oakland Oaks 125 Oakland Oaks 115 Denver Rockets 105 Denver Rockets 114 Denver Rockets 119 Denver Rockets 118 Oakland Oaks (1 t.s.) 119 Oakland Oaks |              | |                | |
| |              | |                | |
| Oakland Oaks 120 Denver Rockets 134 Denver Rockets 114 Oakland Oaks 136 Oakland Oaks 108 Oakland Oaks 124 Oakland Oaks 105 Denver Rockets 116 Denver Rockets 131 | Punti        | 106 Denver Rockets 127 Oakland Oaks 125 Oakland Oaks 115 Denver Rockets 105 Denver Rockets 114 Denver Rockets 119 Denver Rockets 118 Oakland Oaks (1 t.s.) 119 Oakland Oaks |                | |

PRECEDENTI NEI PLAYOFF

Si è trattata della prima sfida tra le due squadre ai playoff.

#### (2) New Orleans Buccaneers - (4) Dallas Chaparrals
RISULTATO FINALE: 4-3
| New Orleans 5 aprile 1969 Gara 1         | N.O. Buccaneers | 129 – 106 (38-20, 30-25, 22-25, 39-36) referto | Dallas Chaparrals | Loyola Field House (3.765 spett.) |
| S. Jones , J. Jones 22 Punti G. Combs 21 |                 |                                                |                   |                                   |
|                                          |                 |                                                |                   |                                   |
| S. Jones, J. Jones 22                    | Punti           | G. Combs 21                                    |                   |                                   |

| New Orleans 7 aprile 1969 Gara 2 | N.O. Buccaneers | 122 – 108 (34-23, 35-32, 20-24, 33-29) referto | Dallas Chaparrals | Loyola Field House (3.525 spett.) |
| J. Jones 45 Punti G. Combs 24    |                 |                                                |                   |                                   |
|                                  |                 |                                                |                   |                                   |
| J. Jones 45                      | Punti           | G. Combs 24                                    |                   |                                   |

| Dallas 10 aprile 1969 Gara 3 | Dallas Chaparrals | 130 – 106 (31-20, 27-26, 39-28, 33-32) referto | N.O. Buccaneers | Dallas Memorial Auditorium (2.887 spett.) |
| Powell 26 Punti Robbins 29   |                   |                                                |                 |                                           |
|                              |                   |                                                |                 |                                           |
| Powell 26                    | Punti             | Robbins 29                                     |                 |                                           |

| Dallas 12 aprile 1969 Gara 4 | Dallas Chaparrals | 107 – 114 (28-25, 35-31, 21-31, 23-27) referto | N.O. Buccaneers | Dallas Memorial Auditorium (5.482 spett.) |
| Powell 20 Punti Jones 29     |                   |                                                |                 |                                           |
|                              |                   |                                                |                 |                                           |
| Powell 20                    | Punti             | Jones 29                                       |                 |                                           |

| New Orleans 14 aprile 1969 Gara 5 | N.O. Buccaneers | 112 – 123 (32-34, 21-34, 35-34, 24-21) referto | Dallas Chaparrals | Loyola Field House (4.517 spett.) |
| Jones 37 Punti Powell 31          |                 |                                                |                   |                                   |
|                                   |                 |                                                |                   |                                   |
| Jones 37                          | Punti           | Powell 31                                      |                   |                                   |

| Dallas 15 aprile 1969 Gara 6  | Dallas Chaparrals | 136 – 118 (27-26, 34-17, 35-34, 40-41) referto | N.O. Buccaneers | Dallas Memorial Auditorium (4.366 spett.) |
| G. Combs 40 Punti J. Jones 21 |                   |                                                |                 |                                           |
|                               |                   |                                                |                 |                                           |
| G. Combs 40                   | Punti             | J. Jones 21                                    |                 |                                           |

| New Orleans 17 aprile 1969 Gara 7 | N.O. Buccaneers | 101 – 95 (24-22, 27-23, 29-24, 21-26) referto | Dallas Chaparrals | Loyola Field House (5.823 spett.) |
| Jones 27 Punti Powell 24          |                 |                                               |                   |                                   |
|                                   |                 |                                               |                   |                                   |
| Jones 27                          | Punti           | Powell 24                                     |                   |                                   |

PRECEDENTI IN REGULAR SEASON
| Regular Season 1968-69 | N.O. Buccaneers | 6 – 4 | Dallas Chaparrals | Referto 1 - Referto 2 - Referto 3 - Referto 4, Referto 5 - Referto 6, Referto 7 - Referto 8 - Referto 9 - Referto 10 |
| Dallas Chaparrals 116 Dallas Chaparrals 108 New Orleans Buccaneers 125 Dallas Chaparrals 110 Dallas Chaparrals 108 New Orleans Buccaneers 117 New Orleans Buccaneers 110 New Orleans Buccaneers 98 Dallas Chaparrals 108 New Orleans Buccaneers 112 Punti 113 New Orleans Buccaneers 113 New Orleans Buccaneers 104 Dallas Chaparrals 95 New Orleans Buccaneers 124 New Orleans Buccaneers 105 Dallas Chaparrals 99 Dallas Chaparrals 104 Dallas Chaparrals 101 New Orleans Buccaneers 96 Dallas Chaparrals |                 | |                   | |
| |                 | |                   | |
| Dallas Chaparrals 116 Dallas Chaparrals 108 New Orleans Buccaneers 125 Dallas Chaparrals 110 Dallas Chaparrals 108 New Orleans Buccaneers 117 New Orleans Buccaneers 110 New Orleans Buccaneers 98 Dallas Chaparrals 108 New Orleans Buccaneers 112 | Punti           | 113 New Orleans Buccaneers 113 New Orleans Buccaneers 104 Dallas Chaparrals 95 New Orleans Buccaneers 124 New Orleans Buccaneers 105 Dallas Chaparrals 99 Dallas Chaparrals 104 Dallas Chaparrals 101 New Orleans Buccaneers 96 Dallas Chaparrals |                   | |

PRECEDENTI NEI PLAYOFF
|  | N.O. Buccaneers (1968) | 1 – 0 | Dallas Chaparrals |  |

### Finale

#### (1) Oakland Oaks - (2) New Orleans Buccaneers
RISULTATO FINALE: 4-0
| Oakland 19 aprile 1969 Gara 1                                                                            | Oakland Oaks | 128 – 118 (30-30, 29-30, 39-35, 30-23) referto | N.O. Buccaneers | Oakland-Alameda County Coliseum Arena (2.848 spett.) |
| H. Logan 30 Punti J. Jones 45 H. Logan 3 Assist J. Jones 8 I. Harge 18 Rimbalzi R. Robbins , G. Govan 13 |              |                                                |                 |                                                      |
| |              |                                                |                 |                                                      |
| H. Logan 30                                                                                              | Punti        | J. Jones 45                                    |                 |                                                      |
| H. Logan 3                                                                                               | Assist       | J. Jones 8                                     |                 |                                                      |
| I. Harge 18                                                                                              | Rimbalzi     | R. Robbins, G. Govan 13                        |                 |                                                      |

| Oakland 21 aprile 1969 Gara 2                                                                   | Oakland Oaks | 135 – 124 (31-30, 38-37, 41-29, 25-28) referto | N.O. Buccaneers | Oakland-Alameda County Coliseum Arena (1.749 spett.) |
| G. Bradds 33 Punti J. Jones 31 L. Brown 8 Assist J. Jones 7 W. Jabali 16 Rimbalzi R. Robbins 19 |              |                                                |                 |                                                      |
|                                                                                                 |              |                                                |                 |                                                      |
| G. Bradds 33                                                                                    | Punti        | J. Jones 31                                    |                 |                                                      |
| L. Brown 8                                                                                      | Assist       | J. Jones 7                                     |                 |                                                      |
| W. Jabali 16                                                                                    | Rimbalzi     | R. Robbins 19                                  |                 |                                                      |

| New Orleans 23 aprile 1969 Gara 3                                                                          | N.O. Buccaneers | 107 – 113 (26-22, 24-28, 33-28, 24-35) referto | Oakland Oaks | Loyola Field House (4.253 spett.) |
| S. Jones , J. Jones 26 Punti G. Bradds 33 J. Jones 8 Assist I. Harge 3 R. Robbins 27 Rimbalzi G. Bradds 14 |                 |                                                |              |                                   |
| |                 |                                                |              |                                   |
| S. Jones, J. Jones 26                                                                                      | Punti           | G. Bradds 33                                   |              |                                   |
| J. Jones 8                                                                                                 | Assist          | I. Harge 3                                     |              |                                   |
| R. Robbins 27                                                                                              | Rimbalzi        | G. Bradds 14                                   |              |                                   |

| New Orleans 25 aprile 1969 Gara 4                                | N.O. Buccaneers | 114 – 128 (27-28, 38-45, 29-25, 20-30) referto | Oakland Oaks | Loyola Field House (3.583 spett.) |
| J. Jones 27 Punti W. Jabali 27 G. Govan 12 Rimbalzi J. Eakins 14 |                 |                                                |              |                                   |
|                                                                  |                 |                                                |              |                                   |
| J. Jones 27                                                      | Punti           | W. Jabali 27                                   |              |                                   |
| G. Govan 12                                                      | Rimbalzi        | J. Eakins 14                                   |              |                                   |

PRECEDENTI IN REGULAR SEASON
| Regular Season 1968-69 | N.O. Buccaneers | 3 – 6 | Oakland Oaks | Referto 1 - Referto 2 - Referto 3 - Referto 4, Referto 5 - Referto 6, Referto 7 - Referto 8 - Referto 9 |
| New Orleans Buccaneers 129 Oakland Oaks 119 New Orleans Buccaneers 127 New Orleans Buccaneers 108 New Orleans Buccaneers 145 Oakland Oaks 129 Oakland Oaks 144 Oakland Oaks 122 New Orleans Buccaneers 121 Punti 137 Oakland Oaks 124 New Orleans Buccaneers 136 Oakland Oaks (1 t.s.) 121 Oakland Oaks 139 Oakland Oaks 120 New Orleans Buccaneers 124 New Orleans Buccaneers 137 New Orleans Buccaneers 123 Oakland Oaks |                 | |              | |
| |                 | |              | |
| New Orleans Buccaneers 129 Oakland Oaks 119 New Orleans Buccaneers 127 New Orleans Buccaneers 108 New Orleans Buccaneers 145 Oakland Oaks 129 Oakland Oaks 144 Oakland Oaks 122 New Orleans Buccaneers 121 | Punti           | 137 Oakland Oaks 124 New Orleans Buccaneers 136 Oakland Oaks (1 t.s.) 121 Oakland Oaks 139 Oakland Oaks 120 New Orleans Buccaneers 124 New Orleans Buccaneers 137 New Orleans Buccaneers 123 Oakland Oaks |              | |

PRECEDENTI NEI PLAYOFF

Si è trattata della prima sfida tra le due squadre ai playoff.

## ABA Finals 1969

### Oakland Oaks - Indiana Pacers
RISULTATO FINALE
|  | Oakland Oaks | 4 – 1 | Indiana Pacers |  |

PRECEDENTI IN REGULAR SEASON
| Regular Season 1968-69 | Oakland Oaks | 6 – 0 | Indiana Pacers | Referto 1 - Referto 2 - Referto 3 - Referto 4, Referto 5 - Referto 6 |
| Indiana Pacers 133 Oakland Oaks 153 Indiana Pacers 121 (1 t.s.) Oakland Oaks 146 Indiana Pacers 103 Oakland Oaks 122 Punti 144 Oakland Oaks 128 Indiana Pacers 129 Oakland Oaks 143 Indiana Pacers 118 Oakland Oaks 110 Indiana Pacers |              | |                |                                                                      |
| |              | |                |                                                                      |
| Indiana Pacers 133 Oakland Oaks 153 Indiana Pacers 121 (1 t.s.) Oakland Oaks 146 Indiana Pacers 103 Oakland Oaks 122 | Punti        | 144 Oakland Oaks 128 Indiana Pacers 129 Oakland Oaks 143 Indiana Pacers 118 Oakland Oaks 110 Indiana Pacers |                |                                                                      |

PRECEDENTI NEI PLAYOFF

Si è trattata della prima sfida tra le due squadre ai playoff.

#### Roster
| \| Pos. \| Num. \| Naz. \| Nome \| Altezza \| Peso \| Data nascita \| Provenienza \| \| ---- \| ----- \| ---- \| ----------------- \| ------- \| ------ \| ------------ \| ---------------- \| \| G \| 44 \| \| Anderson, Andrew \| 188 cm \| 83 kg \| 06-07-1945 \| Canisius \| \| A \| 24 \| \| Barry, Rick \| 201 cm \| 93 kg \| 28-03-1944 \| Miami (FL) \| \| A \| 30 \| \| Bradds, Gary \| 203 cm \| 95 kg \| 26-07-1942 \| Ohio State \| \| G \| 11 \| \| Brown, Larry \| 175 cm \| 73 kg \| 14-09-1940 \| North Carolina \| \| A \| 32 \| \| Clawson, John \| 193 cm \| 91 kg \| 15-05-1944 \| Michigan \| \| G \| 14 \| \| Critchfield, Russ \| 178 cm \| 68 kg \| 27-06-1946 \| UC Berkeley \| \| C \| 42 \| \| Eakins, Jim \| 211 cm \| 98 kg \| 24-05-1946 \| Brigham Young \| \| C \| 33 \| \| Harge, Ira \| 206 cm \| 102 kg \| 14-03-1941 \| New Mexico \| \| G/AP \| 15-31 \| \| Jabali, Warren \| 188 cm \| 91 kg \| 29-08-1946 \| Wichita State \| \| G \| 12 \| \| Logan, Henry \| 183 cm \| 82 kg \| 14-03-1946 \| Western Carolina \| \| G/AP \| 34 \| \| Moe, Doug \| 196 cm \| 98 kg \| 21-09-1938 \| North Carolina \| \| G/AP \| 40 \| \| Peterson, Mel \| 193 cm \| 84 kg \| 23-03-1938 \| Wheaton College \| | Allenatore - Alex Hannum Legenda - (C) Capitano - (FA) Free agent - (S) Sospeso - (TW) Contratto Two-way - (GL) Assegnato a squadra G League affiliata - Infortunato Roster |                        |                   |         |        |              |                  |
| Pos. | Num. | Naz.                   | Nome              | Altezza | Peso   | Data nascita | Provenienza      |
| G | 44 | Stati Uniti (bandiera) | Anderson, Andrew  | 188 cm  | 83 kg  | 06-07-1945   | Canisius         |
| A | 24 | Stati Uniti (bandiera) | Barry, Rick       | 201 cm  | 93 kg  | 28-03-1944   | Miami (FL)       |
| A | 30 | Stati Uniti (bandiera) | Bradds, Gary      | 203 cm  | 95 kg  | 26-07-1942   | Ohio State       |
| G | 11 | Stati Uniti (bandiera) | Brown, Larry      | 175 cm  | 73 kg  | 14-09-1940   | North Carolina   |
| A | 32 | Stati Uniti (bandiera) | Clawson, John     | 193 cm  | 91 kg  | 15-05-1944   | Michigan         |
| G | 14 | Stati Uniti (bandiera) | Critchfield, Russ | 178 cm  | 68 kg  | 27-06-1946   | UC Berkeley      |
| C | 42 | Stati Uniti (bandiera) | Eakins, Jim       | 211 cm  | 98 kg  | 24-05-1946   | Brigham Young    |
| C | 33 | Stati Uniti (bandiera) | Harge, Ira        | 206 cm  | 102 kg | 14-03-1941   | New Mexico       |
| G/AP | 15-31 | Stati Uniti (bandiera) | Jabali, Warren    | 188 cm  | 91 kg  | 29-08-1946   | Wichita State    |
| G | 12 | Stati Uniti (bandiera) | Logan, Henry      | 183 cm  | 82 kg  | 14-03-1946   | Western Carolina |
| G/AP | 34 | Stati Uniti (bandiera) | Moe, Doug         | 196 cm  | 98 kg  | 21-09-1938   | North Carolina   |
| G/AP | 40 | Stati Uniti (bandiera) | Peterson, Mel     | 193 cm  | 84 kg  | 23-03-1938   | Wheaton College  |

| \| Pos. \| Num. \| Naz. \| Nome \| Altezza \| Peso \| Data nascita \| Provenienza \| \| ---- \| ----- \| ---- \| --------------- \| ------- \| ------ \| ------------ \| -------------------------------- \| \| G/AP \| 35 \| \| Brown, Roger \| 196 cm \| 93 kg \| 22-05-1942 \| Dayton \| \| G \| 20 \| \| Chubin, Stephen \| 188 cm \| 91 kg \| 08-02-1944 \| Rhode Island \| \| C \| 34 \| \| Daniels, Mel \| 206 cm \| 100 kg \| 20-07-1944 \| New Mexico \| \| A \| 40 \| \| Dee, Don \| 203 cm \| 95 kg \| 09-08-1943 \| Saint Mary of the Plains College \| \| A \| 30 \| \| Fairchild, John \| 203 cm \| 93 kg \| 28-04-1943 \| Brigham Young \| \| G \| 15 \| \| Harkness, Jerry \| 188 cm \| 79 kg \| 07-05-1940 \| Loyola Chicago \| \| G \| 12-20 \| \| Hooper, Bobby \| 183 cm \| 82 kg \| 22-12-1946 \| Dayton \| \| A \| 111 \| \| Joyner, Butch \| 196 cm \| 91 kg \| 26-04-1945 \| Indiana \| \| G \| 14 \| \| Lewis, Freddie \| 183 cm \| 79 kg \| 01-07-1943 \| Arizona State \| \| A/C \| 42 \| \| Lewis, Mike \| 203 cm \| 102 kg \| 18-03-1946 \| Duke \| \| A \| 32 \| \| Miller, Jay \| 196 cm \| 93 kg \| 19-07-1943 \| Notre Dame \| \| A/C \| 24 \| \| Netolicky, Bob \| 206 cm \| 100 kg \| 02-08-1942 \| Drake University \| \| A/C \| 43 \| \| Peeples, George \| 201 cm \| 86 kg \| 30-10-1943 \| Iowa \| \| G \| 44 \| \| Perry, Ron \| 191 cm \| 86 kg \| 29-12-1943 \| Virginia Tech \| \| G \| 23 \| \| Rayl, Jimmy \| 188 cm \| 79 kg \| 21-06-1941 \| Indiana \| \| G/AP \| 11 \| \| Thacker, Tom \| 188 cm \| 77 kg \| 02-11-1939 \| Cincinnati \| \| G \| 12 \| \| Thompson, Jack \| 185 cm \| 84 kg \| 26-03-1946 \| South Carolina \| \| G \| 11 \| \| Wagner, Phillip \| 188 cm \| 86 kg \| 18-12-1945 \| Georgia Tech \| | Allenatore - Larry Staverman (fino all'11 novembre 1968) - Slick Leonard (dall'11 novembre 1968) Assistente/i - Slick Leonard (Vice-allenatore fino all'11 novembre 1968) - Bernie Lareau (Preparatore atletico) Legenda - (C) Capitano - (FA) Free agent - (S) Sospeso - (TW) Contratto Two-way - (GL) Assegnato a squadra G League affiliata - Infortunato Roster • Transazioni · Ultima transazione: 29 giugno 1969 |                        |                 |         |        |              |                                  |
| Pos. | Num. | Naz.                   | Nome            | Altezza | Peso   | Data nascita | Provenienza                      |
| G/AP | 35 | Stati Uniti (bandiera) | Brown, Roger    | 196 cm  | 93 kg  | 22-05-1942   | Dayton                           |
| G | 20 | Stati Uniti (bandiera) | Chubin, Stephen | 188 cm  | 91 kg  | 08-02-1944   | Rhode Island                     |
| C | 34 | Stati Uniti (bandiera) | Daniels, Mel    | 206 cm  | 100 kg | 20-07-1944   | New Mexico                       |
| A | 40 | Stati Uniti (bandiera) | Dee, Don        | 203 cm  | 95 kg  | 09-08-1943   | Saint Mary of the Plains College |
| A | 30 | Stati Uniti (bandiera) | Fairchild, John | 203 cm  | 93 kg  | 28-04-1943   | Brigham Young                    |
| G | 15 | Stati Uniti (bandiera) | Harkness, Jerry | 188 cm  | 79 kg  | 07-05-1940   | Loyola Chicago                   |
| G | 12-20 | Stati Uniti (bandiera) | Hooper, Bobby   | 183 cm  | 82 kg  | 22-12-1946   | Dayton                           |
| A | 111 | Stati Uniti (bandiera) | Joyner, Butch   | 196 cm  | 91 kg  | 26-04-1945   | Indiana                          |
| G | 14 | Stati Uniti (bandiera) | Lewis, Freddie  | 183 cm  | 79 kg  | 01-07-1943   | Arizona State                    |
| A/C | 42 | Stati Uniti (bandiera) | Lewis, Mike     | 203 cm  | 102 kg | 18-03-1946   | Duke                             |
| A | 32 | Stati Uniti (bandiera) | Miller, Jay     | 196 cm  | 93 kg  | 19-07-1943   | Notre Dame                       |
| A/C | 24 | Stati Uniti (bandiera) | Netolicky, Bob  | 206 cm  | 100 kg | 02-08-1942   | Drake University                 |
| A/C | 43 | Stati Uniti (bandiera) | Peeples, George | 201 cm  | 86 kg  | 30-10-1943   | Iowa                             |
| G | 44 | Stati Uniti (bandiera) | Perry, Ron      | 191 cm  | 86 kg  | 29-12-1943   | Virginia Tech                    |
| G | 23 | Stati Uniti (bandiera) | Rayl, Jimmy     | 188 cm  | 79 kg  | 21-06-1941   | Indiana                          |
| G/AP | 11 | Stati Uniti (bandiera) | Thacker, Tom    | 188 cm  | 77 kg  | 02-11-1939   | Cincinnati                       |
| G | 12 | Stati Uniti (bandiera) | Thompson, Jack  | 185 cm  | 84 kg  | 26-03-1946   | South Carolina                   |
| G | 11 | Stati Uniti (bandiera) | Wagner, Phillip | 188 cm  | 86 kg  | 18-12-1945   | Georgia Tech                     |

#### Risultati
| Oakland 30 aprile 1969 Gara 1 | Oakland Oaks | 123 – 114 (36-32, 28-28, 28-20, 31-34) referto                                | Indiana Pacers | Oakland-Alameda County Coliseum Arena (3.290 spett.) |
| \| \| \| \| \| G. Bradds 40 \| Punti \| B. Netolicky 33 \| \| L. Brown 9 \| Assist \| T. Thacker 4 \| \| G. Bradds 17 \| Rimbalzi \| M. Daniels 18 \| \| Bradds, Brown, Harge, Jabali, Moe (Clawson, Eakins, Logan, Peterson) \| Formazioni \| Brown, Daniels, Lewis, Netolicky, Thacker (Fairchild, Hooper, Peeples, Perry) \| |              |                                                                               |                |                                                      |
| |              |                                                                               |                |                                                      |
| G. Bradds 40 | Punti        | B. Netolicky 33                                                               |                |                                                      |
| L. Brown 9 | Assist       | T. Thacker 4                                                                  |                |                                                      |
| G. Bradds 17 | Rimbalzi     | M. Daniels 18                                                                 |                |                                                      |
| Bradds, Brown, Harge, Jabali, Moe (Clawson, Eakins, Logan, Peterson) | Formazioni   | Brown, Daniels, Lewis, Netolicky, Thacker (Fairchild, Hooper, Peeples, Perry) |                |                                                      |

| Oakland 2 maggio 1969 Gara 2 | Oakland Oaks | 122 – 150 (32-33, 18-40, 35-36, 37-41) referto                                     | Indiana Pacers | Oakland-Alameda County Coliseum Arena (4.171 spett.) |
| \| \| \| \| \| W. Jabali 31 \| Punti \| R. Brown 39 \| \| L. Brown 5 \| Assist \| B. Hooper 7 \| \| W. Jabali 15 \| Rimbalzi \| B. Netolicky 15 \| \| Bradds, Brown, Harge, Jabali, Moe (Clawson, Critchfield, Eakins, Logan, Peterson) \| Formazioni \| Brown, Daniels, Lewis, Netolicky, Thacker (Dee, Fairchild, Hooper, Peeples, Perry) \| |              |                                                                                    |                |                                                      |
| |              |                                                                                    |                |                                                      |
| W. Jabali 31 | Punti        | R. Brown 39                                                                        |                |                                                      |
| L. Brown 5 | Assist       | B. Hooper 7                                                                        |                |                                                      |
| W. Jabali 15 | Rimbalzi     | B. Netolicky 15                                                                    |                |                                                      |
| Bradds, Brown, Harge, Jabali, Moe (Clawson, Critchfield, Eakins, Logan, Peterson) | Formazioni   | Brown, Daniels, Lewis, Netolicky, Thacker (Dee, Fairchild, Hooper, Peeples, Perry) |                |                                                      |

| Indianapolis 3 maggio 1969 Gara 3 | Indiana Pacers | 126 – 134 (d.1t.s.) (30-26, 27-33, 31-33, 30-26) (8-16) referto      | Oakland Oaks | Indiana State Fair Coliseum (8.467 spett.) |
| \| \| \| \| \| R. Brown 29 \| Punti \| W. Jabali 37 \| \| F. Lewis 9 \| Assist \| L. Brown 8 \| \| B. Netolicky 19 \| Rimbalzi \| I. Harge 22 \| \| Brown, Daniels, Lewis, Netolicky, Peeples (Fairchild, Hooper, Thacker) \| Formazioni \| Bradds, Brown, Harge, Jabali, Moe (Clawson, Eakins, Logan, Peterson) \| |                |                                                                      |              |                                            |
| |                |                                                                      |              |                                            |
| R. Brown 29 | Punti          | W. Jabali 37                                                         |              |                                            |
| F. Lewis 9 | Assist         | L. Brown 8                                                           |              |                                            |
| B. Netolicky 19 | Rimbalzi       | I. Harge 22                                                          |              |                                            |
| Brown, Daniels, Lewis, Netolicky, Peeples (Fairchild, Hooper, Thacker) | Formazioni     | Bradds, Brown, Harge, Jabali, Moe (Clawson, Eakins, Logan, Peterson) |              |                                            |

| Indianapolis 5 maggio 1969 Gara 4 | Indiana Pacers | 117 – 144 (22-33, 37-36, 21-41, 37-34) referto                                    | Oakland Oaks | Indiana State Fair Coliseum (7.133 spett.) |
| \| \| \| \| \| J. Fairchild 18 \| Punti \| W. Jabali 30 \| \| B. Hooper 11 \| Assist \| L. Brown 7 \| \| B. Netolicky, M. Daniels 9 \| Rimbalzi \| G. Bradds 19 \| \| Brown, Daniels, Lewis, Netolicky, Thacker (Dee, Fairchild, Hooper, Miller, Peeples, Perry) \| Formazioni \| Bradds, Brown, Harge, Jabali, Moe (Clawson, Critchfield, Eakins, Logan, Peterson) \| |                |                                                                                   |              |                                            |
| |                |                                                                                   |              |                                            |
| J. Fairchild 18 | Punti          | W. Jabali 30                                                                      |              |                                            |
| B. Hooper 11 | Assist         | L. Brown 7                                                                        |              |                                            |
| B. Netolicky, M. Daniels 9 | Rimbalzi       | G. Bradds 19                                                                      |              |                                            |
| Brown, Daniels, Lewis, Netolicky, Thacker (Dee, Fairchild, Hooper, Miller, Peeples, Perry) | Formazioni     | Bradds, Brown, Harge, Jabali, Moe (Clawson, Critchfield, Eakins, Logan, Peterson) |              |                                            |

| Oakland 7 maggio 1969 Gara 5 | Oakland Oaks | 135 – 131 (d.1t.s.) (31-28, 33-30, 31-30, 27-34) (13-9) referto                       | Indiana Pacers | Oakland-Alameda County Coliseum Arena (6.340 spett.) |
| \| \| \| \| \| W. Jabali 39 \| Punti \| F. Lewis 33 \| \| L. Brown 7 \| Assist \| F. Lewis 7 \| \| I. Harge 14 \| Rimbalzi \| M. Daniels 25 \| \| Bradds, Brown, Harge, Jabali, Moe (Clawson, Eakins, Logan) \| Formazioni \| Brown, Daniels, Fairchild, Lewis, Netolicky (Hooper, Miller, Peeples, Perry, Thacker) \| |              |                                                                                       |                |                                                      |
| |              |                                                                                       |                |                                                      |
| W. Jabali 39 | Punti        | F. Lewis 33                                                                           |                |                                                      |
| L. Brown 7 | Assist       | F. Lewis 7                                                                            |                |                                                      |
| I. Harge 14 | Rimbalzi     | M. Daniels 25                                                                         |                |                                                      |
| Bradds, Brown, Harge, Jabali, Moe (Clawson, Eakins, Logan) | Formazioni   | Brown, Daniels, Fairchild, Lewis, Netolicky (Hooper, Miller, Peeples, Perry, Thacker) |                |                                                      |

| Campione ABA 1969      |
| ---------------------- |
| Oakland Oaks 1º titolo |

#### Hall of famer
| ABA Finals | Atleta        | Squadra        | Anno |            |
| ---------- | ------------- | -------------- | ---- | ---------- |
| Giocatore  | Larry Brown   | Oakland Oaks   | 2002 | Allenatore |
| Giocatore  | Rick Barry    | Oakland Oaks   | 1987 | Giocatore  |
| Allenatore | Alex Hannum   | Oakland Oaks   | 1998 | Allenatore |
| Giocatore  | Roger Brown   | Indiana Pacers | 2013 | Giocatore  |
| Giocatore  | Mel Daniels   | Indiana Pacers | 2012 | Giocatore  |
| Allenatore | Slick Leonard | Indiana Pacers | 2014 | Allenatore |

#### MVP delle Finali
- #15-31 Warren Jabali, Oakland Oaks.

## Squadra vincitrice

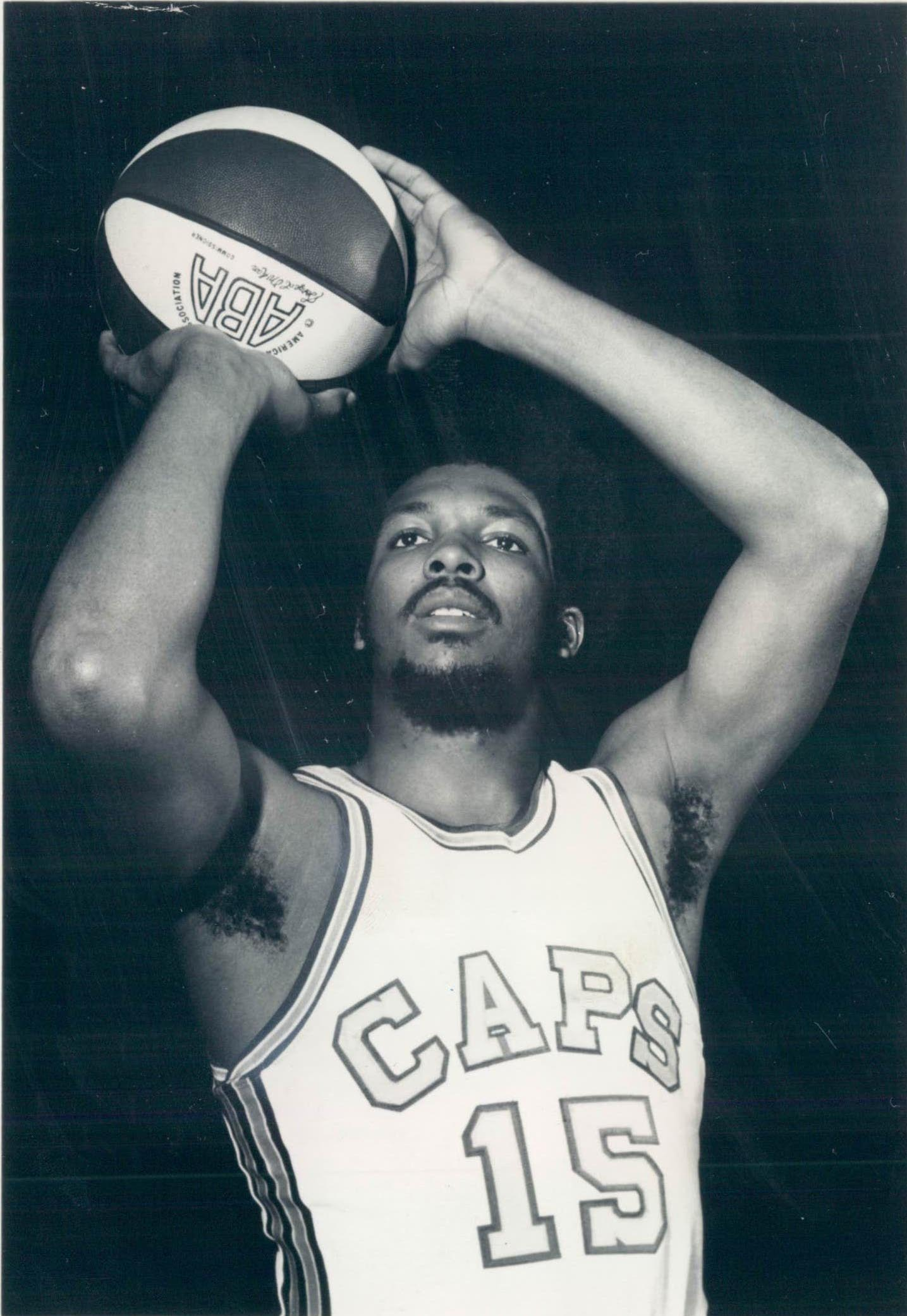
1. 15-31 Warren Jabali, Oakland Oaks.

| N°    | Naz.                   | Ruolo | Sportivo         |  | Alt. |  |
| ----- | ---------------------- | ----- | ---------------- |  | ---- |  |
| 11    | Stati Uniti (bandiera) | P     | Larry Brown      |  | 175  |  |
| 12    | Stati Uniti (bandiera) | P     | Henry Logan      |  | 183  |  |
| 14    | Stati Uniti (bandiera) | P     | Russ Critchfield |  | 177  |  |
| 15-31 | Stati Uniti (bandiera) | G     | Warren Jabali    |  | 188  |  |
| 24    | Stati Uniti (bandiera) | AP    | Rick Barry       |  | 201  |  |
| 30    | Stati Uniti (bandiera) | AG    | Gary Bradds      |  | 203  |  |
| 32    | Stati Uniti (bandiera) | AP    | John Clawson     |  | 193  |  |
| 33    | Stati Uniti (bandiera) | C     | Ira Harge        |  | 206  |  |
| 34    | Stati Uniti (bandiera) | G     | Doug Moe         |  | 196  |  |
| 40    | Stati Uniti (bandiera) | G     | Mel Peterson     |  | 193  |  |
| 42    | Stati Uniti (bandiera) | C     | Jim Eakins       |  | 211  |  |
|       | Stati Uniti (bandiera) | All.  | Alex Hannum      |  |      |  |

## Statistiche
Aggiornate al 19 gennaio 2022.
| Categoria | Giocatore   | Squadra         | Media | PG |
| --------- | ----------- | --------------- | ----- | -- |
| Punti     | Jimmy Jones | N.O. Buccaneers | 30,2  | 11 |
| Rimbalzi  | Red Robbins | N.O. Buccaneers | 15,9  | 11 |
| Assist    | Larry Brown | Oakland Oaks    | 5,4   | 16 |